# Håvard Nordtveit
Håvard Nordtveit (Vats, Noruega, 21 de junio de 1990) es un futbolista noruego, juega como centrocampista y su equipo es el Skjold IL.

## Selección nacional
Ha sido internacional con la selección de fútbol de Noruega en 52 ocasiones anotando 2 goles.

## Clubes
| Club                     | País       | Año       |
| ------------------------ | ---------- | --------- |
| FK Haugesund             | Noruega    | 2006-2007 |
| Arsenal F. C.            | Inglaterra | 2007-2011 |
| U. D. Salamanca (cedido) | España     | 2008-2009 |
| Lillestrøm SK (cedido)   | Noruega    | 2009      |
| F. C. Núremberg (cedido) | Alemania   | 2009-2010 |
| Borussia Mönchengladbach | Alemania   | 2011-2016 |
| West Ham United F. C.    | Inglaterra | 2016-2017 |
| TSG 1899 Hoffenheim      | Alemania   | 2017-2022 |
| Fulham F. C. (cedido)    | Inglaterra | 2019      |
| Skjold IL                | Noruega    | 2023-     |